# Boris Olujić
Boris Olujić (Zagreb, 1965.), hrvatski povjesničar i sveučilišni profesor.

## Životopis
Na Filozofskom fakultetu Sveučilišta u Zagrebu doktorirao je 1999. godine. Na sveučilištu École Pratique des Hautes Etudes en sciences historiques et philologiques u Parizu (Francuska) magistrirao je 1996., a doktorirao 2000. godine. 
Predaje na Odsjeku za povijest Filozofskog fakulteta u Zagrebu, gdje je od 2012. godine pročelnik. Bavi se poviješću Starog istoka i starim vijekom na području Hrvatske. Urednik je Modruškog zbornika i član uredništva Radova za hrvatsku povijest. 